# Tecticeps leucophthalmus
Tecticeps leucophthalmus är en kräftdjursart som beskrevs av Gurjanova 1936. Tecticeps leucophthalmus ingår i släktet Tecticeps och familjen Tecticipitidae. Inga underarter finns listade i Catalogue of Life.